# نهى نبيل
نهى نبيل (من مواليد 11 نوفمبر 1983)، إعلامية وشاعرة مصرية، ولدت لأم كويتية وأب مصري.

## حياتها
درست الهندسة الكيميائية في جامعة الكويت، وتخرجت بتقدير امتياز مع مرتبة الشرف عام 2005. التحقت بالعمل الإعلامي مُنذ عام 1992 مُقدمةً لبرامج الأطفال في إذاعة وتلفزيون دولة الكويت حيث كان عمرها لا يتجاوز تسع سنوات. رُشحت للفوز بلقب أفضل مُقدمة برامج أطفال في مهرجان القاهرة عام 2000 وهي لم تتجاوز بعد عامها السابع عشر وتعتبر من أهم الشخصيات في مجال التواصل الاجتماعي وأكثرها تأثيرًا في الكويت.

### أعمالها
شاركت بالعديد من الأمسيات الشعرية كشاعرة نبطية منذ عام 2003 في مهرجان خريف صلالة، مهرجان أيام البحرين، مهرجان هلا فبراير في الكويت ومهرجان صيف دبي. قدمت العديد من البرامج الشبابية والحوارية والمُنوعة على قنوات الكويت وقناة الرأي الكويتية وقناة روتانا السعودية وقناة دبي وأبو ظبي الإماراتيتين وقناة الوطن الكويتية. اعتزلت العمل الإعلامي للتفرغ لوظيفتها كمهندسة بعد زواجها من زميلها المهندس الدكتور إبراهيم في ديسمبر 2008، وهي شقيقة مقدمة البرامج نوف نبيل. عادت للظهور الإعلامي كاتبةً في مجال الموضة، ولها مدونة خاصة بالموضة وصيحاتها منذ عام 2009، ظهورها الأول بعد غياب كان كضيفة خلال برنامج رايكم شباب في سبتمبر 2013 وعادت لتقديم البرامج في عام 2016 من خلال تقديمها لبرنامج نهى لايف على قناة الراي.
في سبتمبر 2022 بدأت بتقديم برنامج شاعر الراية على القناة السعودية مع الشاعر سعيد بن مانع.

## جوائز وتكريمات
حصدت نُهى نبيل على العديد من الجوائز والتكريمات خلال مشوارها الإعلامي أهمها:
- الشخصية الأكثر تأثيرًا في العالم العربي من خلال مهرجان المميزون في رمضان للأعوام 2015، 2016، 2017، 2018.[9]
- اختيارها من ضمن أكثر 5 شخصيات نسائية مؤثرة في العالم العربي عبر مجلة فوربس العالمية عام 2017.[10]
- أفضل شخصية عبر مواقع التواصل الاجتماعي في مهرجان أهل الفن والإعلام للأعوام 2016، 2017، 2018.[11]
- تكريمها كواحدة من أهم الشخصيات في قمة رواد مواقع التواصل الاجتماعي في دبي 2016، 2017.[11]
- تعتبر الأولى في الكويت بعدد المتابعين بموقع إنستغرام بمعدل 8 ملايين مُتابع. [بحاجة لمصدر]
- جائزة الشخصية الأكثر تأثيرًا في وسائل التواصل الاجتماعي والسوشيال ميديا (نمبر ون) من مهرجان المميزون لعام 2019.[12]

## حياتها الخاصة
والدتها كويتية الجنسية ووالدها مصري الجنسية وهي الشقيقة الكبرى للمذيعة نوف نبيل. متزوجة من مواطن كويتي خارج الوسط الفني يدعي إبراهيم الجمعان.

### أبناء
- محمد الجمعان.
- دانة الجمعان.
- يعقوب الجمعان.
- يوسف الجمعان.[14]

## روابط خارجية
- نهى نبيل على موقع قاعدة بيانات الأفلام العربية